# كلود بارتولون
كلود بارتولون (بالفرنسية: Claude Bartolone) سياسي فرنسي ولد في عام 1951.

## عن حياته
الجمعية الوطنية الفرنسية (بالفرنسية: Assemblée nationale) هي مع مجلس الشيوخ الفرنسي، البرلمان الفرنسي الحالي للجمهورية الفرنسية الخامسة. دورها الرئيسي هو مناقشة وتعديل والتصويت على القوانين والتشريعات. هذه المؤسسة، على عكس مجلس الشيوخ الفرنسي، لديها صلاحية إسقاط وتغيير الحكومة، مما يعني أنه ينبغي ألا تكون الأغلبية في المجلس تخالف الحكومة. يقع مقر المجلس في قصر بوربون في باريس في فرنسا.
في 2012، يتكون المجلس من 577 نائب، تم انتخابهم أو أعيد انتخابهم في الانتخابات التشريعية 2012، وذلك عبرالاقتراع العام المباشر في شكل اقتراع على دورتين لمدة 5 سنوات. جاءت هذه الانتخابات بالدورة النيابية الرابعة عشر، حيث كانت للكتلة الاشتراكية الجمهورية والمواطن الأغلبية مع حلفائها ب290 مقعدا، منهم 280 للحزب الاشتراكي.
فاز كلود بارتولون برئاسة هذا المجلس في 26 يونيو2012.
كلود بارتولون رئيس الجمعية فرنسية
انتخب كلود بارتولون، الذي ينتمى إلى الحزب الاشتراكي الفرنسي، يوم الثلاثاء كرئيس جديد للجمعية العامة الفرنسية (البرلمان) خلفا للرئيس السابق برنار أكوي الذي ينتمى إلى حزب الاتحاد من أجل حركة شعبية (اليمين).
وحاز بارتولون على تأييد 298 صوتا من إجمالى عدد 540 نائبا ممن أدلوا بأصواتهم مقابل 185 صوتا لمنافسه أكويى الرئيس السابق للبرلمان بينما قام 55 نائبا بإبطال أصواتهم.
ويشغل رئيس البرلمان الفرنسى الجديد منصب رئيس المجلس العام لمنطقة «سان سان دونى» في الضاحية الباريسية، كما كان المرشح الوحيد الذي حظى بتزكية من الحزب الاشتراكى، بعد أن قررت إليزابيث جيجو، وزيرة العدل في حكومة ليونيل جوسبان السابقة، سحب ترشيحها لهذا المنصب.
وبعد انتخاب الرئيس الجديد مباشرة، سيتم تحديد التكتلات السياسية الممثلة في الجمعية الوطنية والتي تصل إلى ستة تكتلات، كما سيتم اختيار مساعدى رئيس الجمعية الوطنية ورؤساء اللجان.
ومن المتوقع أن تباشر الجمعية الوطنية نشاطها الاثنين المقبل، إذ قررت الحكومة تنظيم دورة استثنائية تنطلق في الثالث من الشهر المقبل على أن تستمر شهرا كاملا فقط، يناقش خلالها النواب عددا من مشروعات القوانين وعلى رأسها مشروع قانون مكافحة التحرش الجنسى الذي قدمته الأغلبية السابقة في الجمعية الوطنية ولم يحظ بمصادقة المجلس الدستورى، بالإضافة إلى مشروع قانون المالية المكمل ونقاشات حول العودة المدرسية المقبلة، فضلا عن المصادقة على قرار سحب القوات الفرنسية المتواجدة في أفغانستان، وفقا للتعهدات الانتخابية للرئيس الفرنسى فرانسوا هولاند.
ويعتبر رئيس الجمعية الوطنية من أبرز الشخصيات السياسية في فرنسا، حيث يحتل المرتبة الرابعة في ترتيب السلطة بعد رئيس الجمهورية ورئيس الحكومة ورئيس مجلس الشيوخ.
وكان النواب الفرنسيون الجدد، وعددهم الإجمالى 577 - الذين انتخبوا في دورتى الانتخابات التشريعية التي جرت يومى 10 و17 يونيه الجارى، والتي أسفرت عن فوز أحزاب اليسار بالأغلبية المطلقة بدأوا في وقت سابق اليوم دورتهم البرلمانية الجديدة بمقر الجمعية الوطنية